# 魔動天使うんポコ
『魔動天使うんポコ』（まどうてんしうんポコ）は、江川達也によるギャグ漫画作品。小学館の『月刊コロコロコミック』にて1997年10月号から1999年8月号まで連載されていた。

## 概要
本作は以前に『週刊少年ジャンプ』（集英社）で江川が執筆していた代表作『まじかる☆タルるートくん』をモチーフとしてより児童向けに翻案しており、登場人物も『タルるートくん』と共通している点が多い。コミックスは全4巻。
『タルるートくん』を描き始めたきっかけであり、同作品のテーマでもある「本当の幸せは不思議アイテムではなく、自分自身で見つけ叶えなければならない」というテーマがより明確にされている一方、『タルるートくん』のようなバトル展開は見られず、あくまで平凡以下の少年ススムとうんポコのドタバタ劇に終始している。また本作の最終回は、ノストラダムスの大予言がネタにされた。
『別冊コロコロコミック』に掲載された読み切り版のみ「魔動天使うンポこ」と、ひらがなとカタカナの配置が異なる。

## あらすじ
ひょんなことから人間界にやってきた謎の天使うんポコ。ススムを始めとする人間達の願いをかなえようとするが、思わぬ方向に進むことも多い。

## 登場人物

### メインキャラクター
うんポコ
主人公。正体不明の謎の天使。ススムと友達になる。様々な能力が使え、人間達の願いをかなえようとするが、人間界のことをよくわかっていない事もあり、間違った展開になる時も多い。ソフトクリームと思わせる頭の形をしている（感触はススム曰く「なまあたたかくて気持ち悪い」らしい）。人間界ではソフトクリームをモチーフにした、とてつもない宮殿に暮らしている。
最終回ではうんポコの父から、魔法アイテムに頼り天使が願いばかり与えていると人間は堕落して滅びてしまう事を叱咤され、ススムと別れ天界に帰る決意をするも、翌日には遊びに来ていた。
吉田ススム（よしだ ススム）
小学3年生。いろんな不幸をめいっぱい背負った弱気な性格だが、素直で心優しい。うんポコと最初に友達になる。クラスメイトのナナコに片想いしている。家族は両親がいる（母は未登場）。初期は母の命令でいくつもの塾を掛け持ちしていた。本作は彼の視点で描かれている。
最終回ではうんポコの能力に頼らずしっかり生きていく事を決意して別れるが、翌日にはうんポコが遊びに来て交友関係は続いた。
ナナコ
スポーツ万能なクラスのアイドル的存在の美少女。天下の取れる男性が好みと言っていたが、実際はススムに好意を持っており、ゴリポンは毛嫌いしている。
連載初期は「なな子」「ナナ子」などを使っていた（単行本では全て修正されている）。
ゴリポン
ガキ大将。本名不明。好物はソフトクリーム。父は東大卒のエリート銀行員らしい。短気な性格で乱暴者だが、素顔はマザコンでかなりの変態でもある。胎教の頃より母親から英才教育を受けたが、その頃の詰め込み過ぎが原因で5歳をピークに学力は下がり、現在ではかなり成績も悪い。
貴王子貴文（たかおうじ タカフミ）
金持ちのお坊ちゃま。キザで威張っていたが、うんポコとススムの行動により少しは考え直す。ゴリポンには弱く、彼とつるむ事が多い。

### うんポコ・ススムの周辺の人物
パシリーノG
うんポコの執事。うんポコからは「じい」と呼ばれている。自分の仕事に誇りを持っており、自分の仕事を休むことはクビになる事と同じように感じるらしい。得意技は「分身パシリーノ」など。
ヒロリン
パシリーノGの孫で、うんポコに仕える少女天使。うんポコ同様、世間知らずで思わぬ勘違いをすることがあるが、怒ると非常に怖い。
ミナミ
ナナコの友達。眼鏡をかけている。
ミカリン
ナナコの友達。
ススムの父
会社員。本名不明。おっとりした性格だが、ミスが多いためいつも上司に怒鳴られていた。
うんポコの能力によって一度プロゴルファーに転身し大金持ちになったことがあるが、うんポコの忠告を無視したためゴルフ界を追放された上、獲得賞金を没収された。その後、一応会社に復帰できたがリストラされて無職となって以来、農業で生計を立てている。
ゴリポンの母
息子のゴリポンを「ゴリポンちゃん」と呼んで溺愛する専業主婦。本名不明。胎教の頃から英才教育を続けており、ゴリポンを愛するあまり、おかしな言動や暴力行為を行う事も多々ある。

### その他のキャラクター
泥棒
本名はよしお。幼い頃に母を亡くし、父に捨てられたという荒んだ過去を送っていた。
うんポコの住む宮殿に目をつけて潜入するが失敗し、正直クン印をつけられたことで本音が暴露するようになってしまうが、ひょんなことからうんポコと共に泥棒をすることになり、銀行に潜入して大金を手に入れる。しかし、おむかえくんによって天国から来た母の平手打ちと説教を受けて改心し、泥棒稼業から足を洗い、何でも屋を開業する。
下着泥棒
本名不明。ヒロリンの魔法で猫に変身し、圧倒的な猫の身体能力で女性の下着を次々と盗み、ヒロリンの魔法で犬に変身したススムをも圧倒した。しかし最終的には怒ったヒロリンに成敗された末、意欲の先を空き缶回収へと変えられ、空き缶に執着するようになる。
サオリ
24歳独身の花屋。容姿端麗の巨乳美女だが、重度のショタコン。ススムのことが大好きで、ラブレターを送り婚約を迫るが、自分の恋路を邪魔する者には容赦のない性格。

## アイテム・用語
愛スクリーム
食べるとその人物を愛し、言う事を聞く。
大海坊主 タコカクタコタス大僧正
ビームを当てた対象を様々な海洋生物に変身させる事が出来る。
野球魔神 鬼野球蔵（おにの きゅうぞう）
サングラスをかけ、手足が生えた野球ボール。対象に特訓を課して立派な野球選手に育て上げる。
根性で暗闇が見えるユニフォームを提供したり、野球をやりたくてもやれなくて死んでしまった者達の野球魂を注入出来る。
神水
疲れていても復活できる。
注目シール
これを貼った物から目が離せなくなる。
豪球くん
豪バット
豪ベース
豪土
豪空気
豪カレーライス
豪温泉
豪キャンプ
豪テント
豪まくら
豪ふとん
ひょんなことから強豪チームと野球対決をすることになったススム達が使用したアイテム。
うんポコが魔法で時間を止めたことによって厳しい特訓を積み重ね、強豪チームをも驚愕させるほどの実力を身につけた。
正直焼印器
押すと正直クン印が浮き出て、本音を喋り出す。
おむかえくん
サルのコンビ。たとえ場所が天国であっても、駕籠で対象を確実に輸送する。
ひらくぞう
「ひらくぞー」と言えば、口でもシャッターでも金庫でも、何でも開けることができる。
底なしツボ
いくらでも入り、ひとりでに対象を入れてくれる壺。
おいしいたけ
これを食べるとどんな物でも、何でもおいしく食べられる。
なげるくん
結んだ相手を好きな所に投げられる黒帯のアイテム。
ジャックちびる
対象の唇につけて、マイクで台詞を乗っ取ることが出来る。
スムー
可愛がっていたペットを亡くして悲しむナナコを慰めるため、ススムがうんポコの力でタマゴに変身して孵った生物（精神はススム）。鳴き声は「うに」。
外見は子猫を思わせる生物だが、ススムの意思で3回まで変身可能で、3回目の変身後に人間に戻る。
ミラクルクラブ
バンカー用、水中用、ホールインワン用等の用途別に使えるゴルフクラブ。
スペシャルボンバーは噴火をも巻き起こす危険なクラブ。
アンダーウェアードロボー猫 ウルトラキャットスーパー1
下着泥棒が猫耳と尻尾のアイテムと「可愛い女がすぐに見つけられる」「その女の家がすぐにわかる」 「どんな位置の下着も簡単に盗める」「盗んでも捕まらない」という本心を聞いたヒロリンの魔法で猫に変身した姿。
髭、勘のいい頭、どこから落ちても着地可能、逃げ足が速いのが特徴。
しあわせメーター
どれぐらい幸せを感じるか測るメーター。
おもい出スクリーン
昔の記憶を絵にするスクリーン。
ニンキーV
様々な方法で人気者になれる服。イライラを抑えられる堪忍袋がついているが、爆発すると大変なことになる。
おとぎくん
対象の思い通りになるようなおとぎの国へ案内してくれる。
百点ベルト
10点満点のテストでも歩き方でも居眠りでも、何でも100点が取れる。
ほしがりくん探し器
何かを欲しがっている人を探してくれる。
カケルくん
スピードが速くなる。
あやつリモコン
対象は自覚があるまま、対象を自在に操れるヘアバンド。
おやすみカレンダー
赤丸をつけた日が全て休日になるカレンダー。
忠犬首輪エイトパブリック
首輪をつけた相手はその相手に忠実になる。
キエキエ消液
塗ると姿が消え、感覚が周りに伝わらなくなる。
イメージリング
身に着けた人の思いつきがそのまま形になる。
メカニッくん
あらゆるメカを作ってくれる小人の技術者達。
人気者マシーン 流行機ブーマー
漕いでいる間、対象が流行する波が皆の心に送られる。だが、漕ぐのを止めた途端にブームが収まるので漕いでいる人が物凄く大変。
天下とり世界
「大量の小人を一番多く家来にした人の勝ち」がルールの箱庭世界。
スケスケカメラ「スケてうつるんです」
これで撮ると被写体は裸で写真となる意思を持ったカメラ。
幸せ配達人 ハイ、タッチ〜
配達人のアイテム。
にげタイツ
履くと確実に逃げられるが、疲労が大きい。
とうめい 西てぶくろ
両手にはめると透明になる。
取りトリ
ターゲットを追跡し、猛スピードで走る鳥。
アメうんちぐも
言う事を聞かないと強酸性のうんちが落ちるが、言う事を聞くと気持ちよくなる飴を降らす雲。
なんにもカンジナイゾウ
これをつけると痛くもかゆくもなくなる花。
強迫かんねんち
これをつけると相手の言った事を守らないと怖く、守らずにいられなくなる。
楽天気
頭上に灯すと気が楽になる太陽のアイテム。
おやこうコーラ
飲むと親孝行したくなる。
自立しタイコ
この太鼓の音を聞くと自立したくなる。
天国地獄カード
プレイヤーがそのモンスターに変身し、戦うカードゲーム。
うらやまシール
貼った人物が羨ましいと思った事が、貼った人物のモノになるシール。
ワープリング
くぐればどこでもワープできるフラフープ型のアイテム。
うまい汁
かけると何でも美味しく食べられる。
うんこどんどこどんたいこ
叩くとうんこがどんどん出て、お腹が減る。
金うんこ
かぶるとうんこが500円玉になる。
たのシャツ
着ると何をしても楽しくなるTシャツ。
いしゃいら酢
どんな怪我も病気もたちどころに治る。

## エピソード
第1話 「幸福の天使がやってきたポコ」 1997年10月号掲載
第2話 「海の中はステキだポコ」 1997年11月号掲載
第3話 「野球でも幸せをつかむポコ」 1997年12月号掲載
第4話 「ドロボーって、幸せポコか?」 1998年1月号掲載
第5話 「ペットって、とっても幸せポコ」 1998年2月号掲載
第6話 「ゴルフで幸せになるポコ」 1998年3月号掲載
第7話 「人気者って、幸せポコ」 1998年4月号掲載
第8話 「勝負で邪気をはらうポコ!?」 1998年5月号掲載
第9話 「おとぎの国で幸せになるポコ」 1998年6月号掲載
第10話 「自然って、とっても大切だポコ」 1998年7月号掲載
第11話 「パシリーノGの休日だポコ」 1998年8月号掲載
第12話 「ヒロリン、大活躍だポコ」 1998年9月号掲載
第13話 「ススム争奪戦ポコ!!」 1998年10月号掲載
第14話 「幸せレースバトルポコ」 1998年11月号掲載
第15話 「ススムブーム到来だポコ!!」 1998年12月号掲載
第16話 「天下をとるのはだれだポコ!?」 1999年1月号掲載
第17話 「ゴリポンのお母サマ登場ポコ」 1999年2月号掲載
第18話 「魔界導師パイパイ登場ポコ」 1999年3月号掲載
第19話 「史上最強のカードバトルポコ」 1999年4月号掲載
第20話 「うらやまシールで大変身だポコ!」 1999年5月号掲載
第21話 「クローン兄弟でしあわせポコ!?」 1999年6月号掲載
第22話 「恐怖の大王降臨だポコ!!」 1999年7月号掲載
第23話（最終回）「みんな、しあわせになるポコ!!」 1999年8月号掲載